# 미노카와이역
미노카와이역(일본어: 美濃川合駅 みのかわいえき[*])은 일본 기후현 미노카모시에 위치한 도카이 여객철도 다이타선의 철도역이다. 단선 승강장 1면 1선의 구조를 갖춘 지상역이다.

## 이용 현황
| 연도     | 이용 인원 | 연도     | 이용 인원 |
| 1990년도 | 378       | 2005년도 | 371       |
| 1995년도 | 488       | 2006년도 | 341       |
| 2000년도 | 393       | 2007년도 | 330       |
| 2001년도 | 404       | 2008년도 | 350       |
| 2002년도 | 420       | 2009년도 | 349       |
| 2003년도 | 440       | 2010년도 | 385       |
| 2004년도 | 413       | 2011년도 | 399       |
| -------- | --------- | -------- | --------- |

## 역 주변
- 기소강
- 히다강
- 도카이 여객철도 미노오타 차량기지
- 국도 제41호선 · 국도 제248호선
- 간사이 전력 이마와타리 댐

## 역사
- 1952년 12월 26일 : 일본국유철도의 역으로서 개업.
- 1987년 4월 1일 : 일본국유철도 분할 민영화에 의해, 도카이 여객철도가 승계.
- 2010년 3월 13일 : TOICA 사용 개시.

## 인접 역
| 도카이 여객철도 다이타선 | 도카이 여객철도 다이타선 | 도카이 여객철도 다이타선 |
| ------------------------ | ------------------------ | ------------------------ |
| 가니 다지미 방면         | ■ 다이타선               | 미노오타 미노오타 방면   |